# おれんじ おおさか
おれんじ おおさか（英：ORANGE OSAKA）は、四国開発フェリー（オレンジフェリー）が運航するフェリー。愛媛県西条市の東予港と大阪南港を結ぶ航路に就航している。 

## 概要
おれんじ7の代船として、あいえす造船本社工場で建造され、2018年12月に就航した。船体塗装には青色のラインが引かれており、インテリアも青を中心とした配色となっている。

## 船内
6階
- 展望室「スカイラウンジ」

5階
- 特別室「ロイヤルA」（2名×2室 ツインベッド）
- 特等A個室「スイート」
  - 洋室（2名×24室）
  - 和室（4名×5室）
  - 和洋室（2名×5室）
  - withペット（2名×1室）
- 1等室「デラックスシングルwithペット」（1名×1室）
- 2等寝台「シングル」（1名×14室×8区画）
- 展望浴室
- シャワー室
- ゲームコーナー
- ペットルーム
- フォワードラウンジ（特別・特等室利用者専用）

4階
- 特別室「ロイヤルB」（2名×2室 ダブルベッド）
- 特等A個室「スイート」（2名×2室 バリアフリー）
- 1等個室「デラックスシングル」
  - 通常室：49室
  - バリアフリー室：1名 内側8室・外側9室）
- 2等寝台
  - シングル（1名 18室5区画、2室1区画）
  - シングルプラス（2段ベッド 18室2区画）
  - シングルドライバールーム（1名 10室3区画、9室2区画、8室1区画、5名1区画、予備室6名1区画）
- レストラン
- インフォメーション
- キッズスペース
- ドライバーレストラン
- ドライバー浴室